# Ponte Vittorio Emanuele II

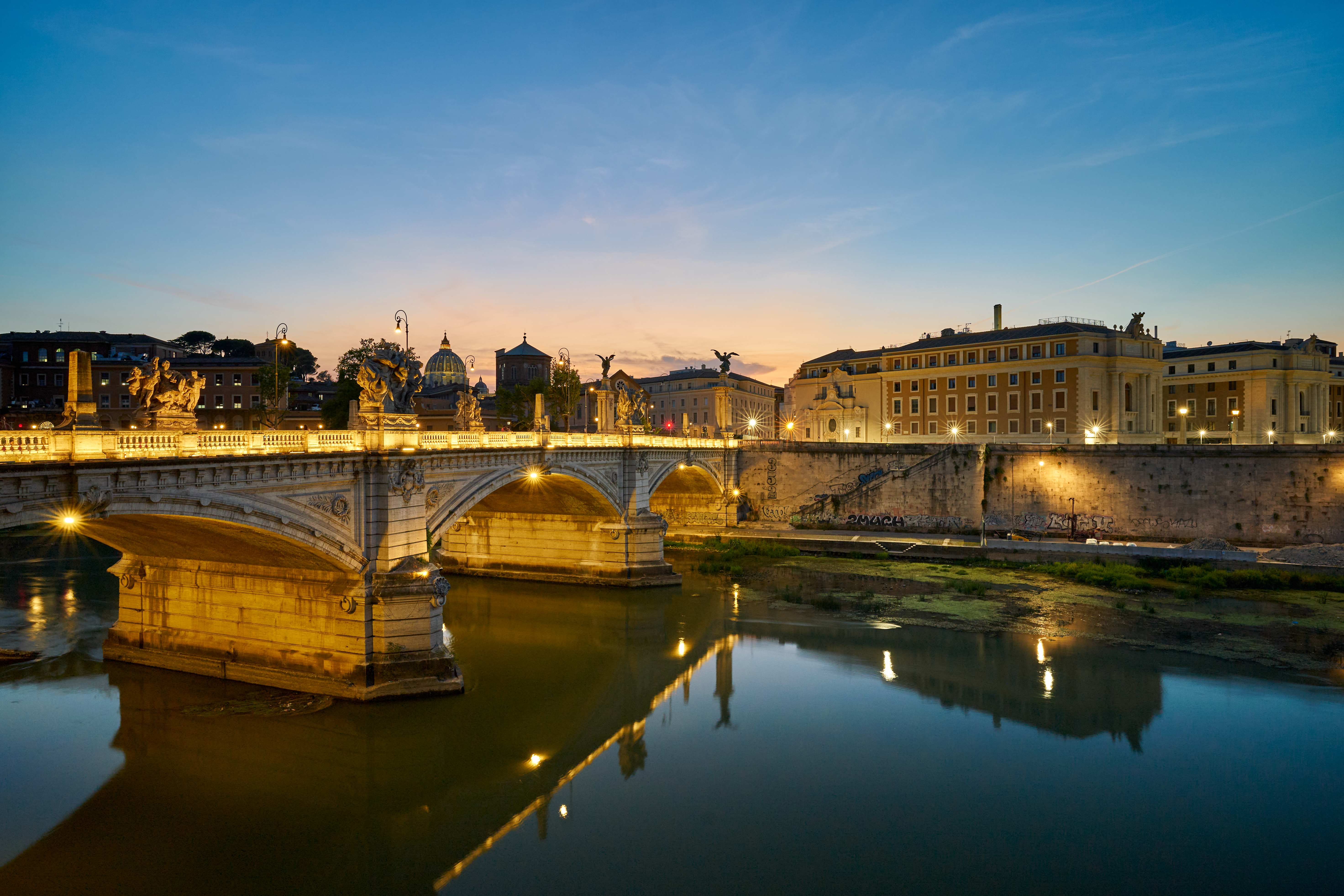
Ponte Vittorio Emanuele II

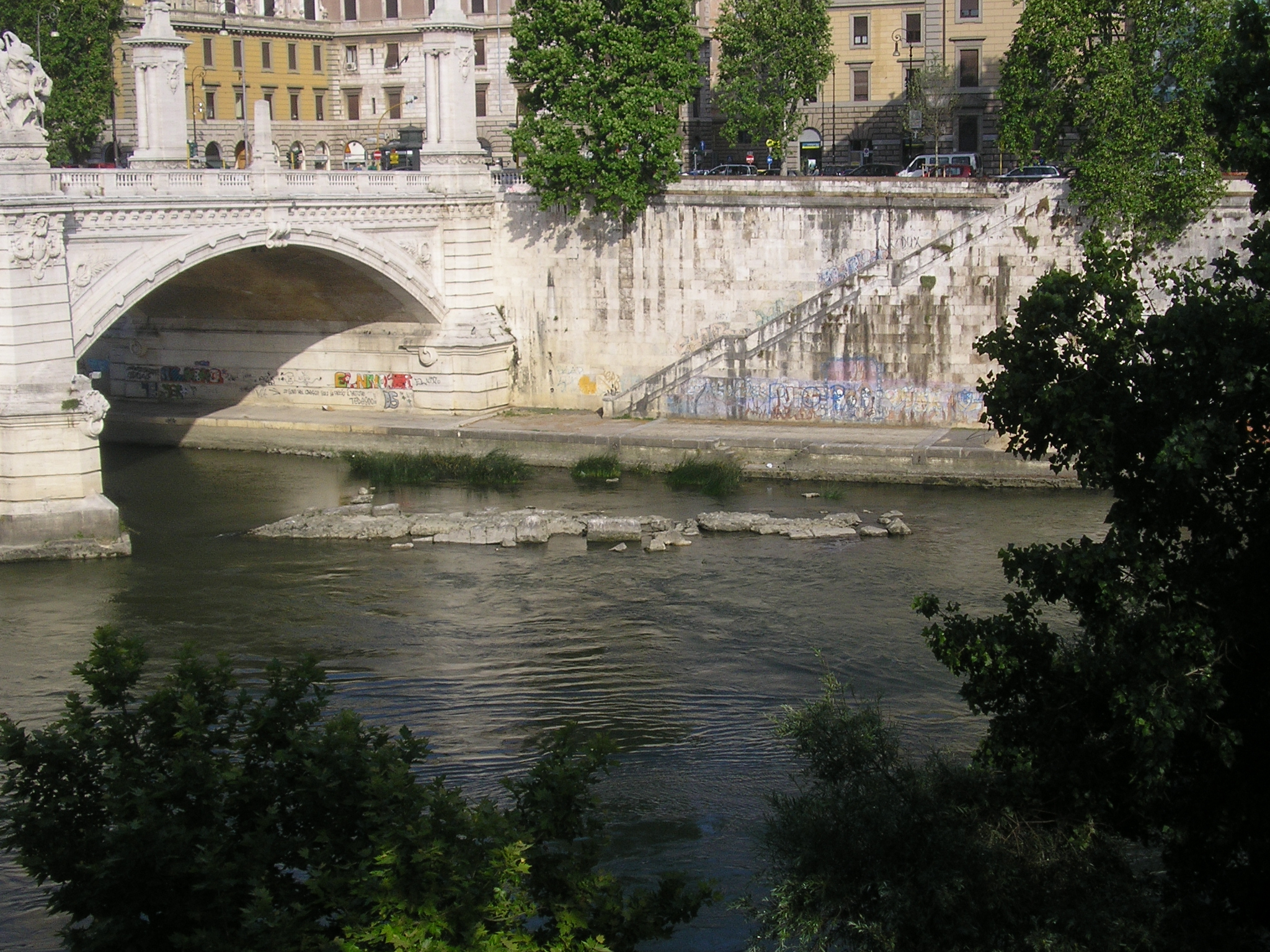
Reste der ehemaligen Brücke Pons Neronianus

Die Ponte Vittorio Emanuele II ist eine Brücke in Rom.
Die Brücke wurde ab 1886 nach Plänen des Architekten Ennio De Rossi errichtet.  Die Bauarbeiten verzögerten sich und die Einweihung der Brücke erfolgte erst 1911. Die Brücke verbindet das östlich des Tiber liegende historische Zentrum von Rom mit dem westlich des Tiber liegenden Stadtteil Borgo und der Vatikanstadt. An der östlichen Seite liegt die Piazza Pasquale Paoli mit der nach Osten weiterführenden Straße Corso Vittorio Emanuele II. Seitlich neben der Brücke im Flussbett des Tibers sind die Reste der ehemals dort befindlichen Römerbrücke Pons Neronianus zu erkennen.
Die Brücke überspannt den Tiber in drei Bögen mit einer Länge von 108 Metern. An den jeweiligen Brückenenden befinden sich hohe Marmorsockel, auf denen kolossale Siegerbronzefiguren, je eine geflügelte Viktoria, stehen. Auf den Brückenpfeilern sind mehrfigurige Marmorstatuengruppen aus Travertin errichtet. Das Gesamtensemble erinnert deutlich an das zeitgleich eingeweihte Nationaldenkmal Monumento a Vittorio Emanuele II.